# Bertil Perntoft
Stig Bertil Perntoft (till 1951 Persson), född 17 september 1928 i Helsingborgs Maria församling (nedkomst och dop i Ekeby församling, Malmöhus län),  död 14 maj 2022 i Helsingborgs Maria församling, var en svensk arkitekt.
Perntoft, som var son till volontären i Skånska husarregementet Nils Anton Persson och Nancy Ingeborg Östergren, inledde sin karriär som elev på Helsingborgs stads stadsplanekontor, där han avancerade till ritare. Han studerade därefter vid Nordiska korrespondensinstitutet och avlade arkitektexamen. Han blev därefter avdelningschef på stadsingenjörskontoret i Linköpings stad. Några år senare återvände han till Skåne, där han var planarkitekt på Kommunernas konsultbyrå/Landsbygdens Byggnadsförening i Lund och under några år planchef i Malmö kommun,  innan han 1976 blev Tore Carlströms efterträdare som stadsbyggnadsdirektör i Helsingborgs kommun, en befattning som han innehade till pensioneringen 1993. Perntoft är gravsatt vid Helsingborgs krematorium.